# Moneu
La moneu és un cep de raïm negre, originari del Penedès, retrobat prop de Querol (Alt Camp) el 1998. Els raïms són de mida petita i poc compactes. Les baies són esfèriques, de color vermell violeta fosc i pell gruixuda. És una de les poques varietats conegudes que és del tot femenina (la seva flor no és hermafrodita com la majoria de varietats).

## Ampelografia
És una varietat de bon vigor i port erecte, de brotada primerenca (finals de març) i de maduració tardorenca (finals de setembre).
Està catalogada amb el número 25307 al Vitis International Variety Catalogue (VIVC), una base de dades de diverses espècies i varietats del gènere Vitis.

## Característiques agronòmiques
Molt resistent a la sequera i a les altes temperatures. Només trobem 10 Ha a Catalunya, concretament a la finca del Castell de la Bleda, situada al municipi de Santa Margarida i els Monjos.

## Característiques enològiques
Els vins elaborats amb raïm moneu desprenen una fragant aroma a fruita fresca sobre un fons lleugerament floral i làctic. En boca són llaminers, amb molt bona acidesa i tanins equilibrats. Final llarg i afruitat.

## Història
La moneu és una de les varietats recuperades per la família Torres amb el projecte de recuperació de varietats ancestrals iniciat fa més de 35 anys per Miguel A. Torres. De les 50 varietats recuperades, només 7 tenen interès enològic: la forcada, el garró, la gonfaus, la moneu, la pirene, la querol i la selma blanca.